# Nawiedzona łódź
Nawiedzona łódź (ang. Haunted Boat) – amerykański horror psychologiczny z 2005 roku.
Film opowiada o sześciu nastolatkach wypływających w podróż, podczas której zostają zagubieni w równoległych wymiarach, gdzie muszą stawić czoła swoim największym lękom.

## Obsada
- Courtney Scheuerman: Christina
- Hannah Whalley: Gigi
- Jon Ericksen: Peter
- Isis: czarny kot
- Brian Harr: Brian
- Marna Bunger: Terapeuta (głos)
- Evan Andrew Adams: Kevin
- Daniel Echegaray: Dany
- Jon Eriksen: Peter
- Mathew Fox: Simon
- Travis Hammer: David
- Alexei Lantsov: Mężczyzna w czerni (jako Alex Landford)
- Tien Pham: Leo
- Alonnah Purkiss: Biała róża
- Skyler Purkiss: Czerwona róża